# Курбанова, Нурхон Гуломжон кизи
Нурхон Гуломжон кизи Курбанова (узб. Nurxon Gulomjon qizi Qurbonova; род. 12 августа 1994 года, Наманган, Наманганская область, Узбекистан) — узбекская легкоатлетка-паралимпиец, специализирующаяся в метании копья, диска и толкании ядра, член сборной Узбекистана. Серебряный и бронзовый призёр Летних Паралимпийских игр 2020.

## Карьера
В 2017 году начала заниматься профессионально спортом. С 2019 года начала принимать участие в международных соревнованиях за сборную Узбекистана. В 2019 году на Чемпионат мира по лёгкой атлетике (МПК) в Дубае (ОАЭ) в толкании ядра заняла пятое место с результатом 6.88 метра, а в метании копья шестое место с результатом 15.03.
В 2021 году на этапе Гран-при по паралимпийской лёгкой атлетике в Дубае (ОАЭ) в метании копья завоевала золотую медаль. На открытие Летних Паралимпийских игр была избрана знаменосцем сборной. Однако по прилёте в Токио у членов сборной обнаружен COVID-19. Из-за того, что Нурхон сидела рядом с ними в самолёте её также поместили на карантин, и она не смогла принять участие в открытии игр. На Летних Паралимпийских играх в Токио (Япония) в соревнованиях по толканию ядра в категории F54 толкнула снаряд на 7.77 метра и завоевала бронзовую медаль. Затем в метании копья в категории F54 метнула копьё на 18.38 метра, завоевав серебряную медаль. Но в метании диска с результатом 20.40 метра, заняла восьмое место в квалификации и не прошла в финальную часть соревнования.

## Биография
Нурхон родилась в городе Наманган. С рождения у неё диагностировали межпозвоночную грыжу и в 9 месяцев сделали операцию. В начале всё было нормально, но по мере взросления происходили изменения в позвоночнике, что привело к повреждению нерва и параличу ног.
В 2021 году указом президента Узбекистана Шавката Мирзиёева награждена званием «Заслуженный спортсмен Республики Узбекистан».
В 2024 году указом президента Узбекистана Шавката Мирзиёева награждена званием «Узбекистон ифтихори».